# Nordstrandischmoor
Nordstrandischmoor (Deens: Nordstrandmose) is een Duits waddeneiland. Het behoort tot de gemeente Nordstrand, en is onderdeel van de Halligen. Nordstrandischmoor is evenals Oland en Langeneß door middel van een dam met een smalspoorweg verbonden met het vasteland. Deze werd in 1933 aangelegd.
Aangezien het eiland een hallig is, heeft het geen zeewering van betekenis. In plaats daarvan staat de bebouwing op vier terpen, de Schul- of Amalienwarft, de Neuwarft, de Halberwegwarft en de Norderwarft. Nordstrandischmoor loopt tot 45 keer per jaar onder water. Het eilandje trekt iedere zomer een beperkt aantal toeristen.

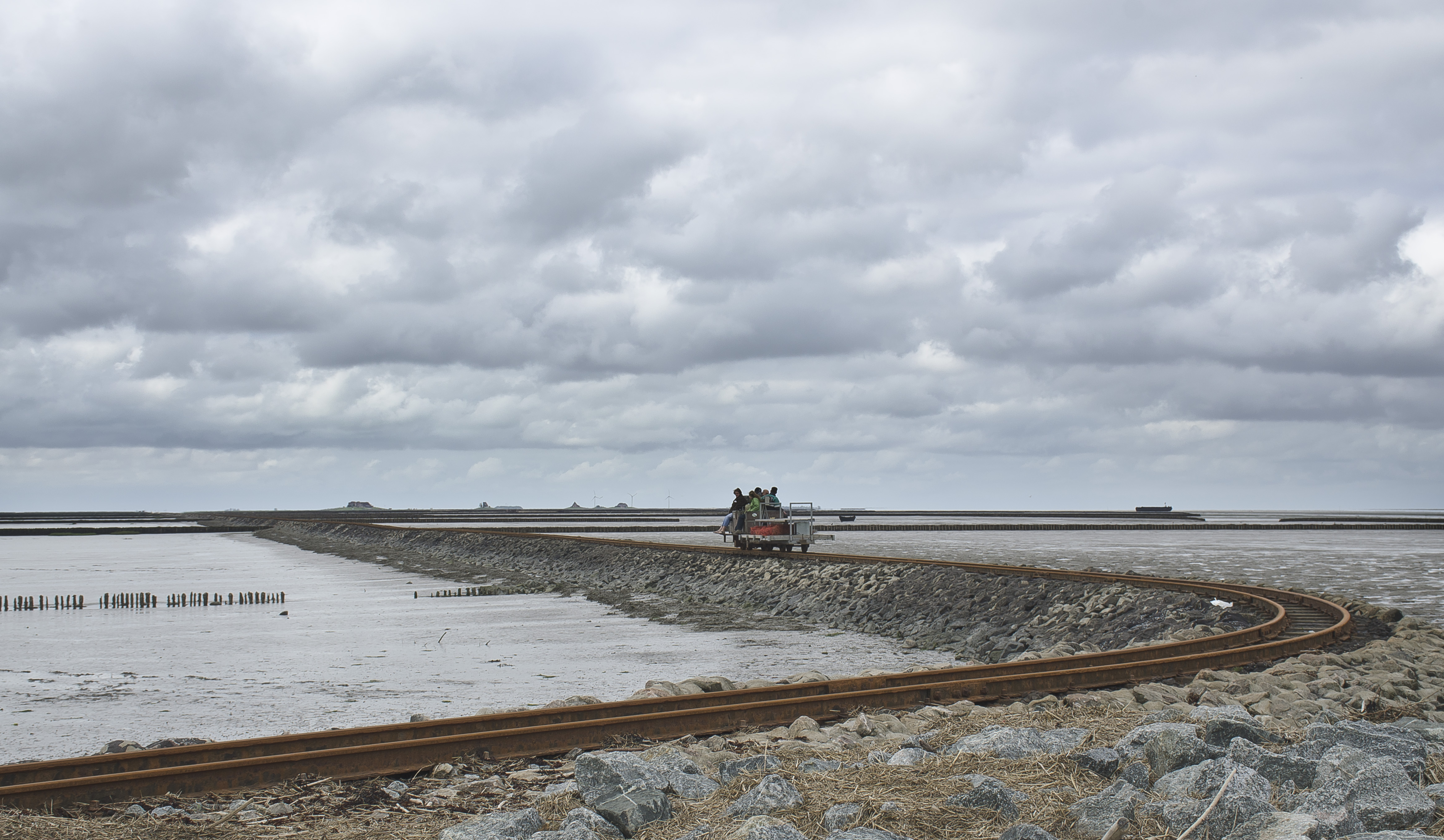
De smalspoorbaan richting Nordstrandischmoor; op de achtergrond zijn de warften (terpen) zichtbaar.

## Geschiedenis
Het eilandje raakte bij de Burchardivloed van 1634 los van het grotere eiland Strand. In de 18e eeuw waren er 16 bewoonde Warften op het eilandje, dat een vruchtbare laagveenbodem had. Bij de Kerstvloed van 1717 verdween het evangelisch-lutherse kerkje van het eiland in zee. Ook de stormvloed van 1825 kostte verscheidene bewoners van Nordstrandischmoor, en veel boerderijdieren, het leven.
Daarna heeft men in de boerderij op de Schulwarft een vertrek ingericht, waar aan kinderen van het eiland basisonderwijs kan worden gegeven. In het klaslokaal komt de evangelisch-lutherse pastor van Odenbüll op Nordstrand af en toe, bijvoorbeeld rond kerstmis, langs en houdt dan een kerkdienst.